# Umberto Maddalena
Umberto Maddalena (Bottrighe, 14 dicembre 1894 – Tirrenia, 19 marzo 1931) è stato un ufficiale e aviatore italiano.

## Biografia
Umberto Maddalena, figlio di Ettore, medico di professione e rinomato botanico per diletto, e di Francesca Bianchi, insegnante elementare, nasce il 14 dicembre 1894 in località "Cao d'sora" (in veneto Capo di sopra), popolosa borgata sita in prossimità dell'argine sinistro del Po, nell'allora Comune di Bottrighe, oggi una frazione di Adria, in provincia di Rovigo. Qui trascorse la sua infanzia fino al trasferimento, per l'acquisizione del padre della condotta, nel 1900 a Pettorazza Grimani, località a cui rimase legato negli anni a venire.
La prima formazione tecnica la acquisì frequentando il Collegio Menegatti, sito nel capoluogo Rovigo, dove manifestò la sua passione per le macchine e per le navi. In seguito si trasferì a Venezia, dove ottenne il diploma di Capitano di lungo corso presso l'istituto Nautico Sebastiano Venier. Fin da giovanissimo appassionato di vela, effettuò avventurose imprese nautiche.
Entrato in marina dopo il diploma, conseguito poco più che sedicenne, fece esperienza di navigazione come semplice mozzo su un brigantino che trasportava sale in America del Sud. Successivamente si imbarcò sul veliero Mascotte che faceva rotta per l'Atlantico meridionale. Le prime notizie dello scoppio della prima guerra mondiale lo raggiunsero a Colon, in Uruguay. 
Si trovava a Buenos Aires quando, il 24 maggio 1915, l'Italia entrò in guerra contro l'Austria-Ungheria. Rientrò in Italia il prima possibile in ottobre per prestare servizio militare, scoprendo con sorpresa di essere stato dichiarato disertore da circa sei mesi. Risolse la situazione una provvidenziale dichiarazione del console italiano a Buenos Aires, che dichiarava testualmente: non era stato possibile sostituirlo come primo ufficiale a bordo del Mascotte.
Arruolato nella Regia Marina completò gli studi presso l'Accademia Navale di Livorno, ottenendo la nomina a Guardiamarina di complemento, destinato al naviglio sottile. In seguito accettò con entusiasmo la proposta dell'ammiraglio Casanova di diventare aviatore, per prestare servizio nel Servizio Aeronautico della Marina. 
A partire dal giugno 1916 frequentò la Scuola di Volo di Sesto Calende, conseguendo il brevetto su un idrovolante FBA Type H nel settembre dello stesso anno. Terminato l'addestramento venne destinato nella 255ª Squadriglia all'idroscalo di Brindisi, che stava assumendo grande importanza per il controllo del Canale di Otranto. Qui trovò come comandante di squadriglia il tenente di vascello Orazio Pierozzi, suo amico di vecchia data.
Ai primi del settembre 1917 una sezione di cinque Macchi L.3 comandati da Maddalena viene distaccata a Valona, il 10 settembre bombardano il ponte di Metali sul Seman ed i vicini accampamenti ed il 13 settembre rientra a Brindisi.
Alla fine dell'inverno 1918, sempre alla Stazione Idrovolanti di Brindisi, il Sottotenente di Vascello Maddalena è il primo comandante della 262ª Squadriglia dotata di Macchi M.5.
Prima dell'alba del 9 giugno 1918 gli austriaci attaccano da Durazzo con 14 idrovolanti e Maddalena con Francesco De Pinedo ed altri compiono una rappresaglia a Durazzo.
Durante la prima guerra mondiale, per i servizi prestati come pilota di idrovolanti della Marina venne insignito di tre Medaglie d'argento al valor militare, una Medaglia di bronzo al valor militare, due Croci di guerra al valor militare oltre a numerosi altri riconoscimenti per il valore e il coraggio dimostrati nelle audaci azioni contro il nemico. Tra i riconoscimenti, gli vennero attribuite ben cinquantasei ricognizioni antisommergibile, di cui due compiute con maltempo, tre bombardamenti in sfida alla contraerea nemica, e una ricognizione sulle linee nemiche particolarmente pericolosa.
Dopo la fine della guerra decise di rimanere nei ranghi dell'Aviazione di Marina,  e nell'agosto 1919 partecipò alla prima missione a lungo raggio organizzata dalla Regia Marina con l'impiego di due idrovolanti. I due velivoli raggiunsero Amsterdam, nei Paesi Bassi, per partecipare all'Esposizione Internazionale Aviatoria. Da lì aerei ed equipaggi proseguirono per la Svezia. Qui rimasero per un certo periodo di tempo per addestrare al pilotaggio un certo numero di aviatori svedesi. Nell'aprile 1920 partecipò al Meeting d'Aviazione di Monaco, pilotando un SIAI S.17 opportunamente modificato, che però non risultò opportunamente messo a punto per le esigenze della gara. Rientrato in Italia dovette partire nuovamente per la Svezia, trasferendo in volo uno dei tre idrovolanti acquistati dal locale governo. Nel settembre 1920, ai comandi di un idrovolante SIAI S.16, conquistò l'allora primato per il più lungo Raid compiuto da idrovolanti volando da Sesto Calende ad Helsinki, allora ancora in territorio svedese.  Il tour promozionale del velivolo SIAI S.16 toccò Svizzera, Germania, Paesi Bassi, Danimarca, Svezia e Finlandia.  Suo compagno di viaggio fu il giornalista, scrittore ed esperto del mondo aeronautico Guido Mattioli.
Nel 1921 rientra in Italia e viene promosso tenente di vascello ed assegnato a comandare l'aeroporto di Venezia.
Nel 1923 transitò nella neocostituita Regia Aeronautica. 
Al suo rientro dalla Spagna, dove aveva prestato servizio come istruttore nella base aerea di Cartagena, promosso Maggiore dal 18 maggio 1923 ebbe il comando del III Raggruppamento idrovolanti dell'Arsenale militare marittimo di Taranto, fino al luglio 1925 (l'idroaviazione del Sud Adriatico e dello Jonio).
Nel 1925, alla guida di un idrovolante Macchi M.24,  si rese protagonista assieme con un velivolo identico di un importante raid dai Balcani alla Germania. Il volo, a cui venne data la denominazione Circuito del Baltico era stato programmato per far conoscere i prodotti aeronautici italiani in quel contesto regionale e per trovare possibili nuovi sbocchi commerciali. Tra il suo equipaggio vi era anche il giornalista Guido Mattioli, incaricato dal Corriere della Sera nel commentare l'evento, che successivamente verrà descritto anche nel suo libro In volo con Umberto Maddalena del 1938. Dopo aver sorvolato le Alpi si diresse verso nord sorvolando Germania ed i Paesi Bassi per poi puntare verso est sorvolando Danimarca, Svezia giungendo infine a Leningrado. Nel viaggio di ritorno, diretto verso ovest, costeggiò i paesi baltici raggiungendo Amsterdam e riprendendo verso sud la rotta originale. Quando era oramai giunto in patria, dopo oltre 10 000 km percorsi, entrambi gli equipaggi furono protagonisti di un drammatico incidente sul passo dello Spluga. I due velivoli furono sbattuti violentemente su di un pendio da un'improvvisa bufera di neve, tuttavia i membri dei due M.24 riportarono solamente qualche piccola contusione curata inizialmente al posto di dogana più vicino dal quale era partita una pattuglia verso il luogo del disastro.
Dal 1926 venne posto in congedo speciale dalla Regia Aeronautica per la durata di un anno e prestò servizio come consulente presso la società Aeroespresso, che aveva perso tre dei suoi cinque velivoli Savoia-Marchetti S.55 che utilizzava per il trasporto passeggeri e posta verso la Grecia ed i Paesi del Levante. Individuata la causa dei disastri nella scarsa potenza dei motori Lorraine-Dietrich, con un altro velivolo modificato con l'adozione dei propulsori Isotta-Fraschini compì il volo inaugurale del servizio di posta aerea da Brindisi ad Atene.
Rientrato in servizio nella Regia Aeronautica nel 1927, in seguito ad alcune richieste pervenute da nazioni dell'Est europeo, venne organizzata una grande crociera aerea che doveva toccare i principali fiumi europei. Il velivolo prescelto per l'impresa fu il Savoia-Marchetti S.62. La partenza avvenne il 9 ottobre da Sesto Calende, ed il viaggio toccò Portorose, Belgrado, Costanza (Romania), Geničesk, Saratov, Mosca, Leningrado, Helsingfors (Finlandia). Il 23 ottobre ebbe inizio il volo di ritorno che avvenne via Stoccolma (Svezia), Amsterdam (Paesi Bassi), il Reno, Coblenza, Basilea, lo Spluga ed arrivando finalmente a Sesto Calende dopo aver percorso in totale oltre 10 000 km.
Nel 1928 partì da Orbetello con un Savoia-Marchetti S.55A alla ricerca dei naufraghi del dirigibile Italia comandato dal Generale Umberto Nobile, dispersi nell'Artico.
Maddalena riuscì a trovarli già al secondo volo, grazie alla famosa tenda rossa e compiendo più viaggi a rifornirli di viveri e medicinali, rendendo possibile il loro salvataggio. L'aereo rientrò a Sesto Calende il 30 agosto, dopo aver trascorso due mesi e 20 giorni in ambiente artico.
Nel maggio 1929 Italo Balbo convocò Maddalena per realizzare una nuova impresa: la riconquista del record del mondo di durata in volo strappato agli italiani dai piloti tedeschi Ristics e Zimmerman, e di migliorare anche il primato di distanza su circuito chiuso ancora detenuto dagli italiani.
Il 2 giugno 1930 stabilì, con il Savoia-Marchetti S.64Bis, il nuovo primato mondiale di durata e di distanza in circuito chiuso segnando 67 ore e 13 minuti di volo senza sosta, con 8.188 km e 800 metri di percorrenza. In seguito all'impresa, il 5 giugno 1930 gli venne conferita la seconda Medaglia d'argento al valor aeronautico, consegnata, caso piuttosto raro, da Benito Mussolini in persona. Come diretta conseguenza, il successivo
20 giugno venne nominato tenente colonnello per merito straordinario.
Ebbe un ruolo fondamentale nell'organizzazione della Crociera aerea transatlantica Italia-Brasile, la prima trasvolata atlantica di massa, alla quale partecipò con l'S.55A matricola I-MADD. Per compiere tale impresa il 1º gennaio 1930 era stato appositamente costituito ad Orbetello il 93º Gruppo da Bombardamento Marittimo di cui Maddalena assunse il comando. Per tale impresa venne insignito una Medaglia d'Oro al Valor Aeronautico, diventando in seguito istruttore e direttore del Corso Atlantici della Scuola dell'Aeronautica militare di Orbetello.
Nel settembre il record mondiale di distanza in volo rettilineo era stato battuto dall'aviatore francese Dieudonné Costes che aveva volato per 7 905 km dall'aeroporto di Le Bourget a quello di Tsitsikar, in Manciuria. Le autorità italiane decisero di riconquistare il primato, ed il velivolo Savoia-Marchetti S.64Bis venne rimandato in ditta per essere appositamente revisionato in vista dell'impresa.

## La tragica morte

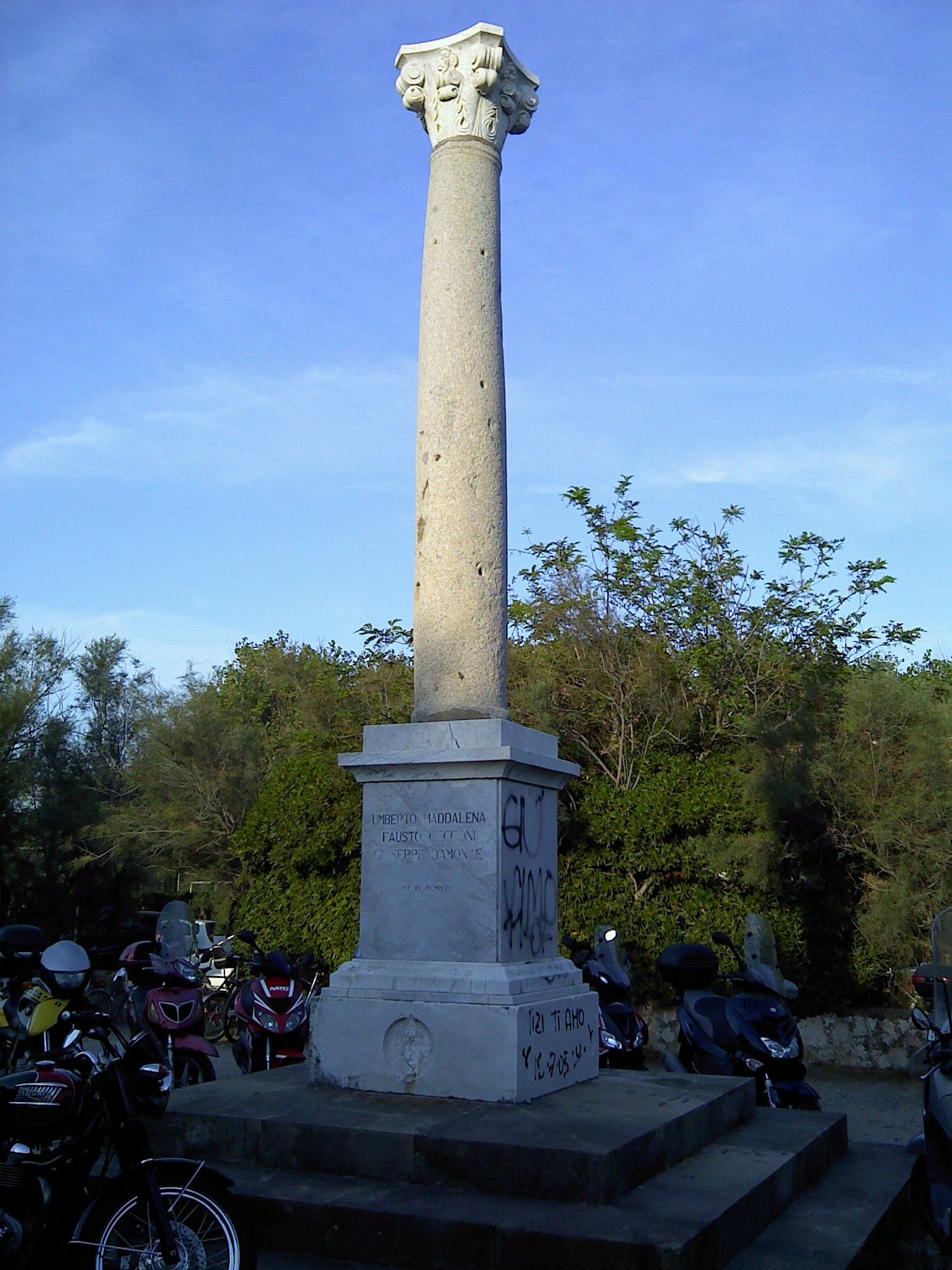
Colonna commemorativa del disastro

Maddalena rimase ucciso il 19 marzo 1931 a causa dell'esplosione in volo del suo S.64 Bis. Questo modello differiva principalmente dal primo esemplare di S.64 per l'utilizzo di un'elica in metallo a passo variabile. L'incidente avvenne durante un normale volo di trasferimento da Cinisello Balsamo a Montecelio, da cui sarebbe dovuto partire per l'imminente trasvolata da record. Oltre al comandante Maddalena rimasero uccisi gli altri due uomini del suo equipaggio; il capitano Fausto Cecconi e il sottotenente motorista Giuseppe Da Monte. Il corpo di Maddalena non venne mai rinvenuto, al contrario di quello dei due compagni di equipaggio. In suo ricordo, in prossimità di dove avvenne l'incidente, è intitolato lo stabilimento balneare Bagno Maddalena ove si trova anche una colonna commemorativa (proveniente dalla demolizione dell'antica chiesa di San Lorenzo in Kinzica, una volta presente in Piazza Chiara Gambacorti a Pisa).
Dopo che la commissione di inchiesta istituita per indagare sulle cause del disastro venne in possesso di tutte le parti del velivolo recuperate, e dei verbali dei testimoni che assistettero all'incidente, due furono ritenute le cause più probabili: la rottura della coda a causa di oscillazioni irregolari, già verificatosi raramente nell'S.55 del quale l'S.64 manteneva la struttura a doppia trave di coda, e l'esplosione provocata da un accumulo, nella parte inferiore della cabina di guida, di vapori infiammabili provocati dalle esalazioni del combustibile. Maddalena era un irriducibile fumatore e non riusciva ad astenersi dal consumare le sue sigarette neppure durante il volo, e risulta compatibile una detonazione per ignizione a causa dell'accensione di un fiammifero.

## Riconoscimenti
Nel 1931 gli venne intitolata l'Opera Nazionale Figli degli Aviatori (ONFA) di Gorizia, poi trasferito a Firenze e a Cadimare.
Sempre a Maddalena venne intitolato il Dornier Do X I-REDI, secondo esemplare costruito, in servizio inizialmente nella compagnia aerea Società Anonima Navigazione Aerea (S.A.N.A.) per poi essere integrato nella Regia Aeronautica.
Gli fu intitolato l'Aeroporto di Asmara.
Nel 1936 venne costruito in Libia, in Cirenaica, un villaggio (El Uweilia) che prese il suo nome (Censimento Libia del 1939).
Nel 1938 gli viene intitolato l'Ospedale sanatoriale di Rovigo.
Il 17 settembre 1978, in occasione del 50º anniversario della scoperta della Tenda Rossa, è stato inaugurato a Bottrighe un monumento memoriale.
Il portale web dell'Aeronautica Militare ha proposto una pagina, intitolata "I grandi aviatori", dove vengono citate le maggiori personalità storiche dell'aviazione italiana, ponendo Maddalena tra di esse.

## Opere
- Umberto Maddalena, Lotte e vittorie sul mare e nel cielo, Milano, A. Mondadori, 1930.

### Periodici
- Ovidio Ferrante, Tra cielo e mare, in Rivista Aeronautica, No.1, Roma, Editore Ministero della Difesa, febbraio 2011,  pp. 104-111.